# Богиња (песма)
Богиња је назив песме коју је српска певачица Милице Павловић објавила 16. децембра 2016. године за Гранд Продукцију као други сингл са њеног другог студијског албума Богиња.

## О синглу
Песма Богиња је обележила други студијски албум Милице Павловић, будући да је реч о песми по којој је албум и добио име. Пабвловићева је своју одлуку да по овој песми назове свој албум описала као нимало претенциозну, већ је желела да свим женама поручи да пробуде у себи своју унутрашњу богињу. Милица је у овој песми опевала прелепу жену која пати због мушкарца који јој није веран. 

## О ауторима
Након четворогодишње паузе Милица је решила да на другом албуму обнови сарадњу са Новосадским композитором Владимиром Узелцем, који је наменски за њу и по њеној жељи направио песму "Богиња". Након песме "Секси Сенјорита", ово је њихов други заједнички велики хит, будући да је песма постала неизоставни хит на журкама, забавама и да се стално пева од стране кандидата у музичком такмичењу Звезде Гранда.

## Премијера песме "Богиња"
Милица је песму Богиња објавила дан након што је организовала гламурозну промоцију комплетног албума. Медији су ову песму и спот окарактерисали као потпуно нову Милицу, која је решила да публици представи један потпуно нови део своје личности, нежнији, сензуалнији и зрелији. 

## Успех песме "Богиња"
Песма Богиња је у кратком временском периоду постигла велики успех и постала хит у дискотекама, клубовима и радио станицама. Милица је уз ову песму постала и неизоставни део музичког такмичења Звезде Гранда, будући да кандидати ову нумеру изводе готово у свакој емисији. Спот за песму има близу 35 милиона прегледа за мање од две године, док разни телевизијски наступи броје по неколико милиона прегледа. Ова песма је такође утицала на то да Миличин албум освоји више награда за албум године. 